# Стречно (замък)
Замъкът „Стречно“ (на словашки: Hrad Strečno, Strečniansky hrad) е готически крепостен замък в северозападна Словакия, разположен на скален масив над река Вах и село Стречно, на 16 km източно от град Жилина. Той е един от най-известните замъци на територията на Словакия и отворен за посещение от април до октомври. От 1970 година замъкът е в списъка на националните паметници на културата на Словакия.

## История
Първите писмени сведения за замъка датират от 1384 година в документ, споменаващ земите на замъка Стречно („Comitatus castri Strechyn“). На базата на индиректни писмени сведения може да се смята, че замъкът вече е бил построен към първата половина на XIV век и служил за укрепление и за събиращите на налози от преминаващите дефилето на река Вах. 
Най-старинната част от укреплението е с площ от едва 18 на 22 метра и представлява малка жилищна постройка с кладенец, дълбок 88 метра, и наблюдателна кула с отбранителни функции, т.нар. бергфрит. През вековете крепостта е разширявана и преустройвана, докато през 17 век добива максималните си размери и получава статут на замък, благодарение на най-доброто си укрепление в района на Стредне Поважие (средното течение на река Вах). От замъка се разкриват красиви гледки към Жилинската котловина, течението на река Вах, Стречнянския проход и планината Мала Фатра.
Понастоящем замъкът е собственост на Жилинския край и се управлява от Поважкия музей в Жилина.

## София Боснякова
Историята на замъка е свързана със съдбата на унгарската благородничка София Боснякова (или само София Босняк, 1609–1644), известна с набожността си и милостта към бедните, смятана за светица още приживе. През 1689 г. замъкът сменя собственика си и новият собственик решава да премести погребаните останки от предишни обитатели; така са открити запазени в отлично състояние мумифицираните останки на Боснякова, въпреки че не са били предприемани опити тялото ѝ да бъде балсамирано.
Останките са преместени в църквата в Тепличка над Вахом (Вагтополча) и се превръщат в обект на поклонение. Всяка година на Успение Богородично (15 август) много хора от областта пристигат в региона, за да се поклонят пред отворения ѝ ковчег, покрит със стъкло.
При вандалски акт, извършен от психически болен мъж през април 2009, мумифицираните останки са запалени и унищожени. В параклиса на крепостта Стречно остава да се намира тяхно копие.